# می‌می‌ویریده
می‌می‌ویریده یا می‌می‌ویروس‌ها (به انگلیسی: Mimiviridae) یک خانواده از ویروس‌ها است که آمیب و سایر پروتوزوئا به‌عنوان میزبان اصلی آن‌هاست. این خانواده به ۴ زیرخانواده تقسیم می‌شود. ویروس‌های این خانواده اندازه‌ای بزرگ داشته و با نام ویروس‌های غول‌پیکر نیز شناخته می‌شوند.
اولین گونه از این خانواده، در سال ۲۰۰۳ کشف شد و اولین توالی کامل ژنوم آن، در سال ۲۰۰۴ منتشر شد. با این‌که می‌می‌ویروس گونهٔ کافه‌تریا (Cafeteria roenbergensis در سال ۱۹۹۵ کشف شده بود، اما میزبان این ویروس در آن زمان به اشتباه شناسایی شده و این ویروس در آن زمان، ویروس BV-PW1 نام‌گذاری شد. خانواده می‌می‌ویریده در حال حاضر به سه زیرخانواده تقسیم شده‌است.

## ساختار

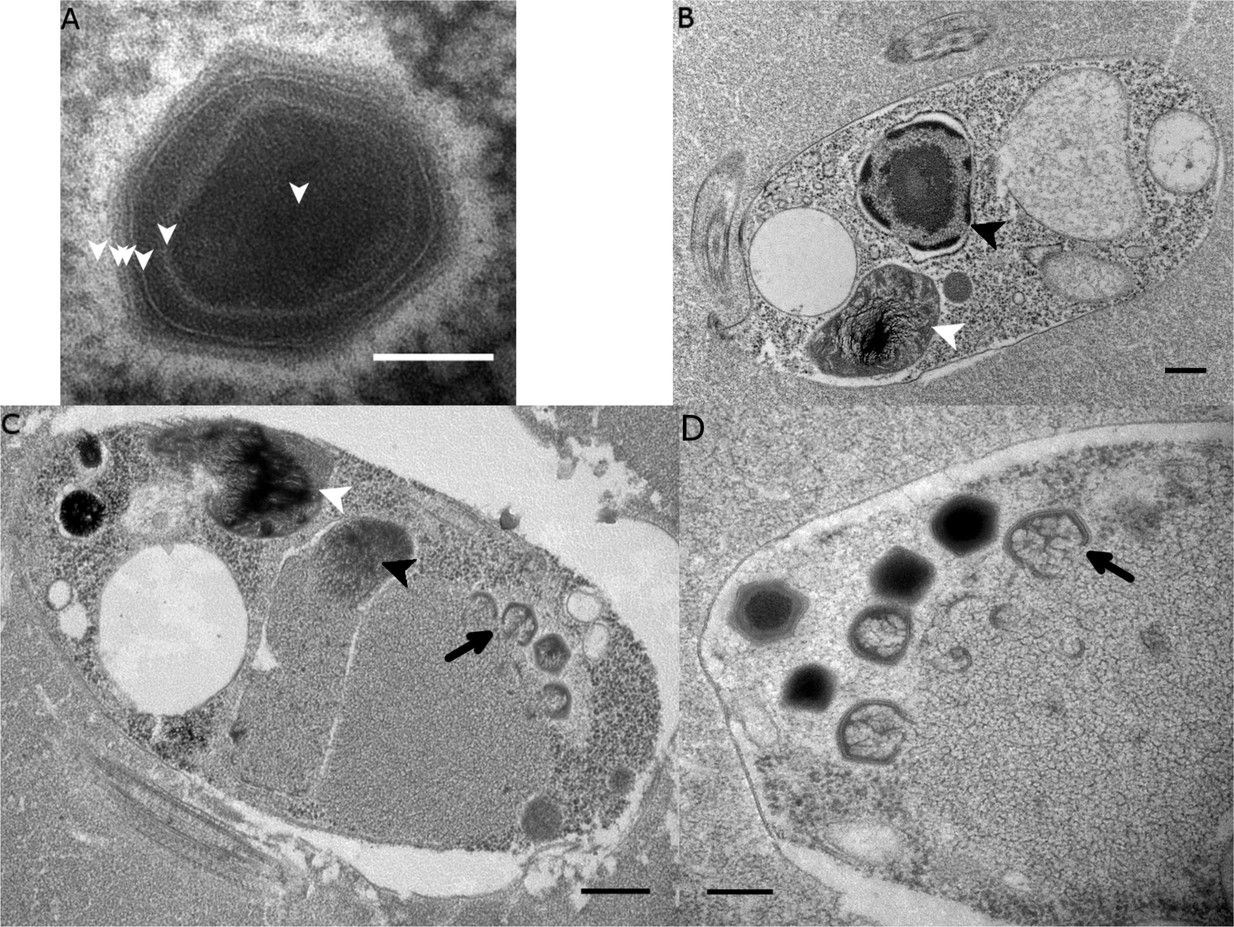
فراساختار ذرات ویروسی Bodo saltans و تکثیر آن

ویروس‌های می‌می‌ویریده بیست‌وجهی بوده و طول دی‌ان‌ای آن‌ها حدود ۱/۲۰۰/۰۰۰ نوکلئوتید بوده و ژنوم آن‌ها دارای ۹۱۱ چارچوب خوانش باز (ORF) است.
| جنس                | ساختار   | تقارن                                                 | آرایش ژنومی | تقسیم بندی ژنومی |
| ------------------ | -------- | ----------------------------------------------------- | ----------- | ---------------- |
| می‌می‌ویروس          | بیست‌وجهی | T = ۹۷۲–۱۱۴۱ یا T = ۱۲۰۰ (H = ۱۹ +/- ۱، K = ۱۹ +/- ۱) | خطی         | تک‌قسمتی          |
| ویروس Klosneuvirus | بیست‌وجهی |                                                       |             |                  |
| ویروس کافه تریا    | بیست‌وجهی | T = ۴۹۹                                               | خطی         | تک‌قسمتی          |
| ویروس توپان ویروس  | دم دار   |                                                       |             |                  |

## جانداران میزبان ویروس
آمیب اصلی‌ترین میزبان طبیعی و معمول این ویروس‌ها است.
| سرده               | میزبان          | بافت هدف | روش ورود به میزبان | جزئیات را منتشر کنید | سایت تکثیر | سایت مونتاژ | انتقال         |
| ------------------ | --------------- | -------- | ------------------ | -------------------- | ---------- | ----------- | -------------- |
| می‌می‌ویروس          | آمیب            | هیچ‌یک    | ناشناس             | ناشناس               | ناشناس     | ناشناس      | انتشار غیرفعال |
| ویروس Klosneuvirus | میکروزوپلانکتون | هیچ‌یک    | ناشناس             | ناشناس               | ناشناس     | سیتوپلاسم   | انتشار غیرفعال |
| ویروس کافه‌تریا     | میکروزوپلانکتون | هیچ‌یک    | ناشناس             | ناشناس               | ناشناس     | سیتوپلاسم   | انتشار غیرفعال |

## بیماری‌زایی در انسان
ویروس‌های می‌می در انسان‌ها با ابتلا به سینه‌پهلو همراه هستند اما اهمیت آن‌ها در حال حاضر به‌خوبی مشخص نیست. تنها ویروس این خانواده که تا به امروز از انسان نمونه‌برداری شده، ویروسی موسوم به LBA 111 است. در انستیتو پاستور ایران، تهران، محققان با استفاده از روش واکنش زنجیره‌ای پلیمراز بی‌درنگ (Realtime PCR)، و بررسی ژنوم می‌می‌ویروس تهیه‌شده از لاواژ برونکوآلوئولار (BAL) و نمونه‌های خلط یک بیمار کودک، نتیجه گرفتند که این نمونه‌ها، همسانی ۹۹ درصدی با LBA111 دارند. با این وجود، معرفی می‌می‌ویروس‌ها به عنوان یک بیماری عفونی در حال ظهور در انسان همچنان بحث‌برانگیز است. می‌می‌ویروس‌ها همچنین در ابتلای انسان‌ها به روماتیسم مفصلی نیز نقش دارند.